# اعتلال الشبكية بفرط ضغط الدم
اعتلال الشبكية بفرط ضغط الدم أو اعتلال الشبكية المصاحب لارتفاع ضغط الدم (بالإنجليزية: Hypertensive retinopathy)‏ هو تلف في شبكية العين ودورتها الدموية بسبب ارتفاع ضغط الدم.

## الأعراض والعلامات
معظم المرضى الذين يعانون من اعتلال الشبكية بارتفاع ضغط الدم ليس لديهم أية أعراض. ومع ذلك قد شكى بعض المصابين من انخفاض أو عدم وضوح الرؤية، والصداع.

## العلامات
تشمل علامات تضرر (اعتلال) شبكية العين الناجم عن ارتفاع ضغط الدم مايلي:
- تغييرات شريانية، مثل ضيق شرياني معمم أو بؤري، تخصر شرياني وريدي، تغيرات في جداران الشريانين (تصلب الشرايين) وتشوهات عند نقاط تقاطع الشرايين والأوردة. وتخصر شرياني وريدي بسبب انكماش الأوردة.
- آفات اعتلال الشبكية المتقدمة، مثل تمدات (أم الدم) صغيرة في الأوعية الدموية ونزيف شبكية العين، وتغيرات نقص تروية (مثل "بقع الصوف القطني")، وتورم القرص البصري في الحالات الشديدة (وذمة القرص البصري)، حلقة من النضح حول شبكية العين «النجم البقعي» ونقص في حدة البصر، عادة بسبب تورط بقعة الشبكية.

يمكن للعلامات البسيطة من اعتلال الشبكية المصاحب المصاحب لارتفاع ضغط الدم أن تظهر بشكل متكرر في أشخاص عاديين لا يعانون من ارتفاع ضغط الدم (3–14٪ من الأفراد البالغين الذين تتراوح أعمارهم بين 40-40 سنة). ويعتبر اعتلال الشبكية بفرط ضغط الدم من العلامات التشخيصية لحالة فرط ضغط الدم الخبيث على الرغم من عدم وجودها دائمًا.

## الفسيولوجيا المرضية
تنتج تغيرات اعتلال الشبكية المصاحب لارتفاع ضغط الدم عن تلف وتغيرات تكيفية في الدورة الدموية الشريانية كاستجابة تجاه ارتفاع ضغط الدم.

## التشخيص

### التشخيص التفريقي
يمكن للعديد من الأمراض أن تتسب في اعتلال الشبكية، وباللتالي يمكن أن يحدث الخلط بينه وبين اعتلال الشبكية المصاحب لفرط ارتفاع ضغط الدم. وتشمل هذه الأمراض كل من اعتلال الشبكية السكري، اعتلال الشبكية بسبب أمراض المناعة الذاتية، فقر الدم، اعتلال الشبكية الإشعاعي وانسداد الوريد الشبكي المركزي.

### تصنيف (درجات) كيث واغنر باركر
درجة 1
ضعف وعائي
درجة 2
الدرجة 1 + تضيقات خانقة وغير منتظم تُعرف باسم تخصر شرياني وريدي - علامة سالس
درجة 3
درجة 2 + وذمة شبكية، وبقع الصوف القطني ونزيف بالشبكية
درجة 4
درجة 3 + وذمة القرص البصري + النجم البقعي
هناك ارتباط بين درجة اعتلال الشبكية ومعدل الوفيات. ففي دراسة كلاسيكية في عام 1939 وصف كيث وزملاؤه مآل الأشخاص الذين يعانون من اعتلال الشبكية بدرجات متفاوتة. وأظهروا أن 70٪ من المصابين باعتلال الشبكية من الدرجة 1 بقوا أحياء بعد 3 سنوات بينما لم ينج سوى 6٪ من ذوي الدرجة 4 من اعتلال الشبكية. ومن ثم يحمل نظام تصنيف اعتلال الشبكية الحديث والأكثر استخدامًا اسمهم (تصنيف كيث واغنر باركر). هناك جدل حول دور اعتلال الشبكية في تصنيف المخاطر، واقتراح أن الأفراد الذين يعانون من علامات اعتلال الشبكية بفرط ضغط الدم، وخاصة الذين لديهم نزيف بالشبكية وبقع الصوف القطني، يجب أن يتم تقييمهم بعناية شديدة.

## التعامل مع اعتلال الشبكية بفرط ضغط الدم
الهدف الرئيسي من العلاج هو المنع أو الحد من أو حتي عكس الضرر المستهدف للأعضاء عن طريق خفض ضغط الدم المرتفع، لتقليل خطر الإصابة بأمراض القلب والأوعية الدموية والوفاة. قد تكون هناك حاجة للعلاج بالأدوية الخافضة للضغط للسيطرة على ارتفاع ضغط الدم.